# Notre-Dame du Taur

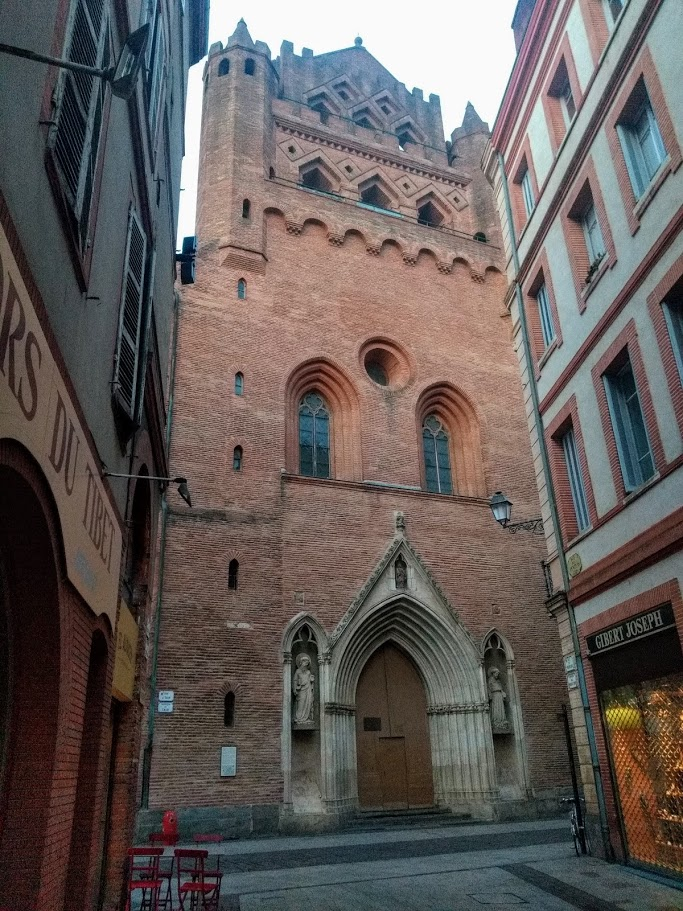
Notre-Dame du Taur

De Notre-Dame du Taur (Onze-Lieve-Vrouw van de Stier) is een rooms-katholieke kerk in het centrum van Toulouse, Frankrijk. De kerk zou zijn gebouwd op exacte plaats waar de heilige Saturninus van Toulouse zou zijn gedood door de stier die hij weigerde te offeren aan heidense goden. Het huidige gebouw, dat oorspronkelijk Saint-Sernin du Taur heette, werd gebouwd tussen de 14e en 16e eeuw. De kerk is gelegen aan de Rue du Taur, een weg die het Place du Capitole met de Basilique Saint-Sernin verbindt.

## Galerij

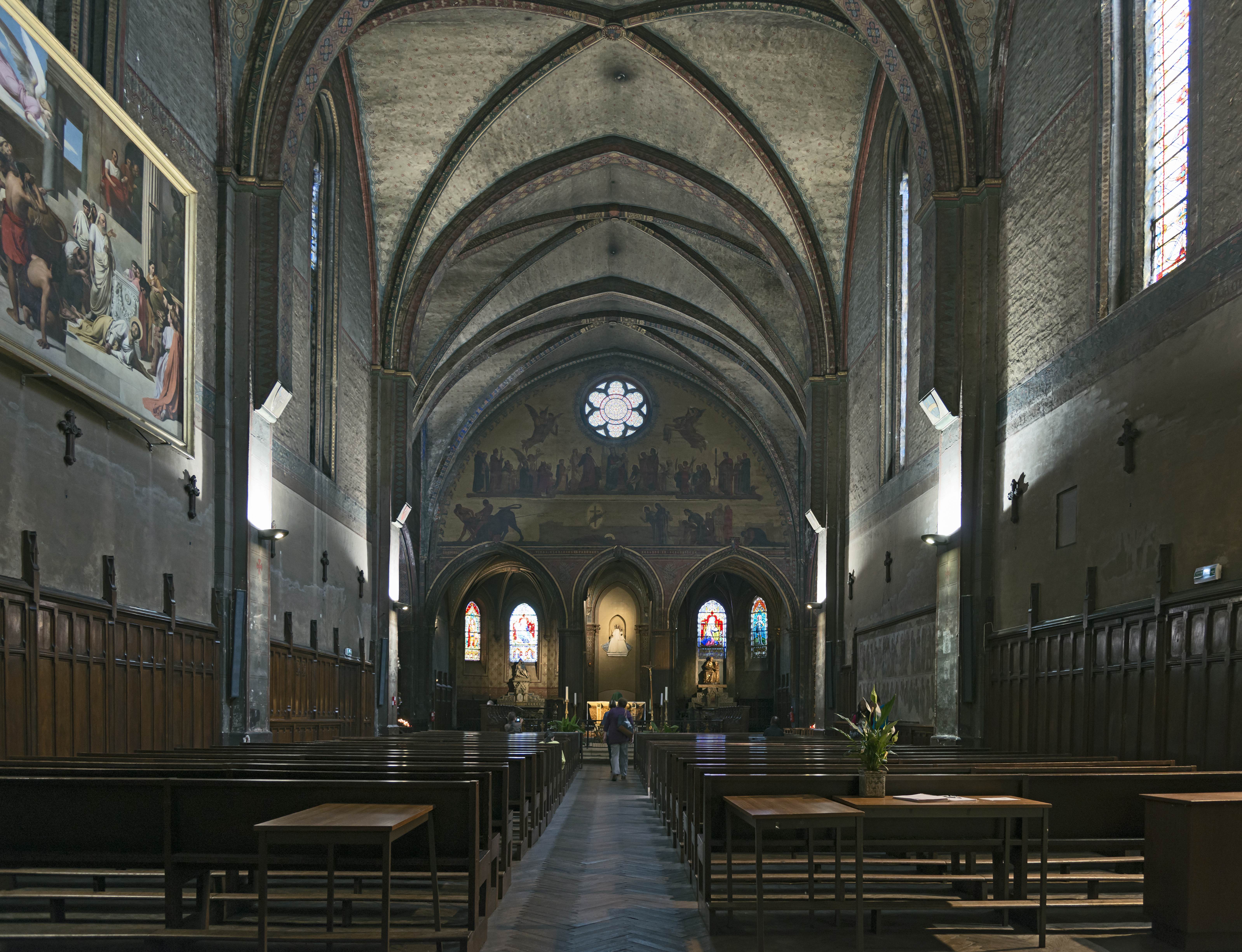
Het interieur
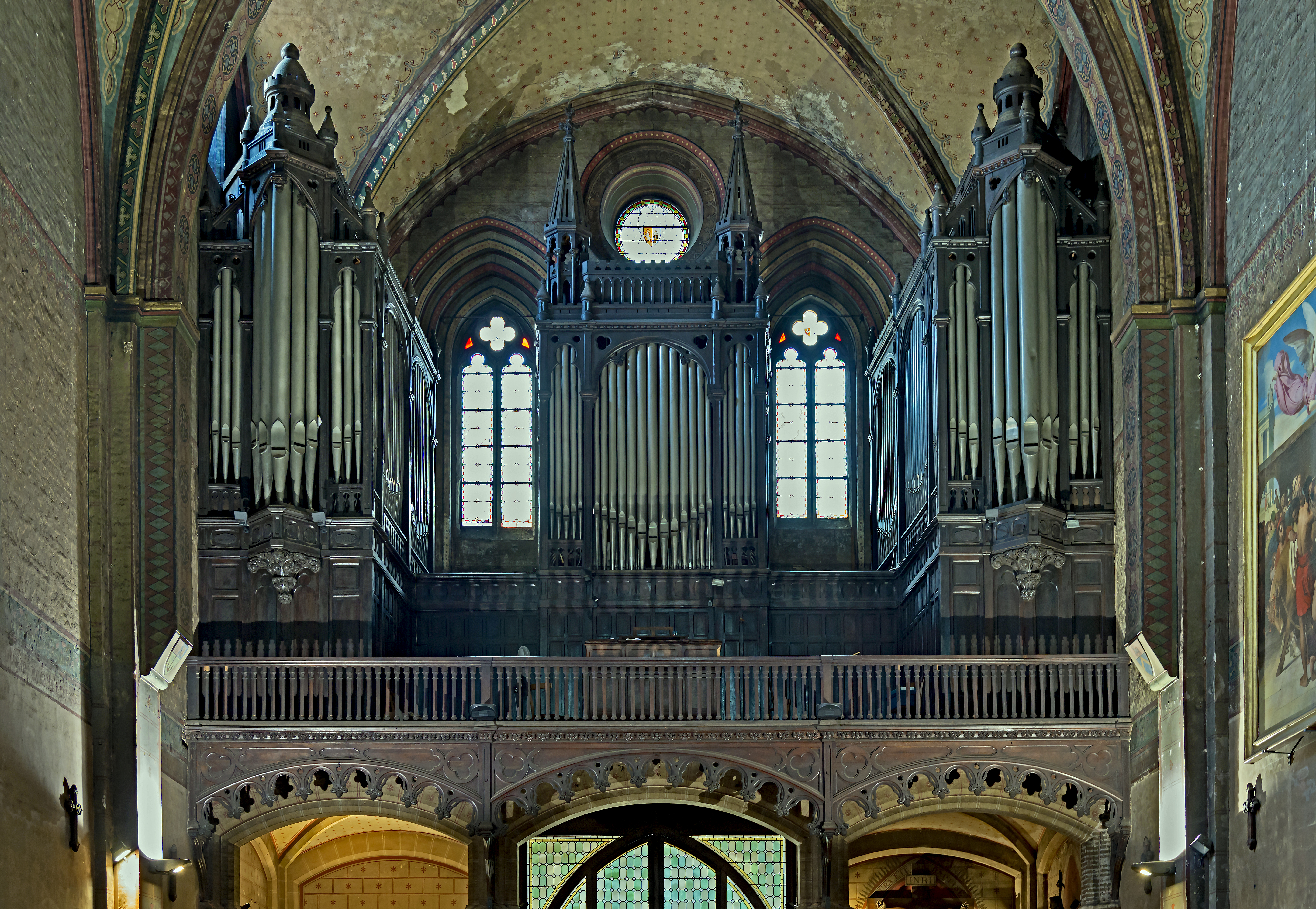
Het orgel
Genealogie van Jocob